# Mega-thrust-jordbävningar
Mega-thrust-jordbävningar är i forskningssammanhang seismologernas benämningar på de våldsammaste jordbävningarna som kan nå en magnitud på över 9,0 på Richterskalan eller momentmagnitudskalan som allt oftare används för att mäta styrkan på jordbävningar. Benämningen Mega-Thrust används inte i Sverige i information till allmänheten vid de våldsammaste jordbävningarna.

## Definition och förekomst
Med mega-thrust avser seismologerna de största förkastningarna utmed de tektoniska plattorna som bygger upp jordskorpan.  Alla jordbävningar som registrerats av seismografer och har haft en magnitud på uppemot 9,0 eller mer har inträffat i så kallade subduktionszoner som alltid återfinns vid de största förkastningarna.  Subduktionszoner är områden där en tektonisk platta tvingas in under en annan platta och "dyker" ner mot manteln. Utifrån den kunskap man har anser seismologerna att det är enbart i dessa zoner som så våldsamma skalv kan förekomma. 
Subduktionszoner finns framför allt i den så kallade "eldringen" som omger Stilla havet (exklusive Antarktis) samt Indonesien men även i Medelhavet och Karibiska havet. Enorma spänningar byggs upp innan dessa frigörs när ena plattan glider ner (i vissa fall flera tiotals meter) under den andra vilket i sin tur utlöser jordbävningen. Då dessa områden ligger en bit utanför kontinenternas kuster utlöser vanligen mega-thrust-jordbävningarna tsunamivågor som kan färdas hundratals mil över oceanerna och orsaka enorm förödelse när de når land.

## Sentida exempel på mega-thrustjordbävningar
Den senaste mega-thrust-jordbävningen var Jordbävningen vid Sendai 2011, skalvet hade en magnitud på 9,0 och orsakades av att Stillahavsplattan gled ner under den eurasiska plattan. Den japanska huvudön Honshus nordostkust dränktes sedan i upp till 10 (lokalt över 20) meter höga tsunamivågor. Jordbävningen i Indiska Oceanen 2004 var också en mega-thrust-jordbävning och utlöstes när den indiska plattan gled ner under Burmaplattan. Med en magnitud på 9,3 är det den näst kraftigaste jordbävningen som registrerats. Tsunamin som följde dödade 225 000–300 000 människor (uppgifterna varierar).
Jordbävningen i Indiska Oceanen 2004 och Japan 2011 visade framförallt vilka förödande krafter som dessa jordbävningar släpper lösa i form av tsunamivågor. Hittills har emellertid ingen mega-thrust-jordbävning inträffat nära riktigt stora mångmiljonstäder med omfattande höghusbebyggelse. Delade meningar råder om skyskraporna i till exempel Tokyo skulle kollapsa om staden drabbas av en mega-thrust-jordbävning med epicentrum en bit utanför kusten med magnitud uppemot 9,0 eller mer. I USA oroar man sig allt mer för en mega-thrust-jordbävning vid den subduktionszon som löper utmed Stilla havskusten från norra Kalifornien till södra Kanada. I området finns storstäderna Seattle och Vancouver, båda med omfattande höghusbebyggelse. Själva jordbävningen skulle troligen utlösa en tsunami med upp till 30 meter höga vågor som skulle orsaka enorm förödelse utmed en mer än 1000 km lång kuststräcka. Seattle och Vancouver skulle emellertid undgå att drabbas av tsunamins fulla kraft då de inte ligger precis vid kusten.

## Äldre exempel på mega-thrust-jordbävningar
Fler exempel på mega-thrust-jordbävningar är bland andra (siffrorna anger magnituden)
- Chile 1960 9,5 - våldsammaste skalvet som hittills registrerats
- Alaska 1964 9,2
- Kamchatka 1952 9,0
- Aleuterna 1957 8,6-9,1
- Chile 2010 (Jordbävningen utanför Chile 2010) 8,8
- Japan 2011 (Jordbävningen vid Tōhoku 2011) 9,0 - kraftigaste skalvet i Japan.

Några exempel på mega-thrust-jordbävningar innan seismografer började användas:    
- Jordbävningen i Lissabon 1755 med en uppskattad magnitud på 9,0.
- År 365 e.Kr. inträffade ett skalv i östra Medelhavsområdet med en uppskattad magnitud på åtminstone 8,5.
- År 1700 inträffade ett skalv vid tidigare nämnd subduktionszon utanför Nordamerikas västkust. Uppskattad magnitud 9,2.